# Prunay-Belleville
Prunay-Belleville és un municipi francès situat al departament de l'Aube i a la regió del Gran Est. L'any 2007 tenia 224 habitants.

## Demografia

### Població
El 2007 la població de fet de Prunay-Belleville era de 224 persones. Hi havia 84 famílies de les quals 16 eren unipersonals (16 homes vivint sols), 32 parelles sense fills i 36 parelles amb fills.
La població ha evolucionat segons el següent gràfic:
Habitants censats

### Habitatges
El 2007 hi havia 95 habitatges, 88 eren l'habitatge principal de la família, 5 eren segones residències i 2 estaven desocupats. Tots els 95 habitatges eren cases. Dels 88 habitatges principals, 77 estaven ocupats pels seus propietaris, 10 estaven llogats i ocupats pels llogaters i 1 estava cedit a títol gratuït; 8 tenien tres cambres, 25 en tenien quatre i 55 en tenien cinc o més. 77 habitatges disposaven pel capbaix d'una plaça de pàrquing. A 36 habitatges hi havia un automòbil i a 48 n'hi havia dos o més.

### Piràmide de població
La piràmide de població per edats i sexe el 2009 era:
| Homes | Edats   | Dones |
| ----- | ------- | ----- |
| 0     | 95 o +  | 0     |
| 4     | 90 a 94 | 0     |
| 0     | 85 a 89 | 4     |
| 0     | 80 a 84 | 0     |
| 8     | 75 a 79 | 12    |
| 4     | 70 a 74 | 4     |
| 4     | 65 a 69 | 4     |
| 0     | 60 a 64 | 4     |
| 4     | 55 a 59 | 4     |
| 8     | 50 a 54 | 4     |
| 12    | 45 a 49 | 12    |
| 12    | 40 a 44 | 12    |
| 20    | 35 a 39 | 4     |
| 0     | 30 a 34 | 8     |
| 8     | 25 a 29 | 8     |
| 4     | 20 a 24 | 8     |
| 16    | 15 a 19 | 8     |
| 16    | 10 a 14 | 8     |
| 16    | 5 a 9   | 12    |
| 8     | 0 a 4   | 4     |

## Economia
El 2007 la població en edat de treballar era de 144 persones, 113 eren actives i 31 eren inactives. De les 113 persones actives 107 estaven ocupades (62 homes i 45 dones) i 6 estaven aturades (3 homes i 3 dones). De les 31 persones inactives 9 estaven jubilades, 9 estaven estudiant i 13 estaven classificades com a «altres inactius».

### Ingressos
El 2009 a Prunay-Belleville hi havia 88 unitats fiscals que integraven 224 persones, la mediana anual d'ingressos fiscals per persona era de 18.682 €.

### Activitats econòmiques
Dels 4 establiments que hi havia el 2007, 2 eren d'empreses de fabricació d'altres productes industrials i 2 d'empreses de comerç i reparació d'automòbils.
L'any 2000 a Prunay-Belleville hi havia 22 explotacions agrícoles que ocupaven un total de 1.786 hectàrees.

## Equipaments sanitaris i escolars
El 2009 hi havia una escola elemental integrada dins d'un grup escolar amb les comunes properes formant una escola dispersa.

## Poblacions més properes
El següent diagrama mostra les poblacions més properes.